# Glendalough Upper Lake
Glendalough Upper Lake (irl. An Loch Uachtair) – jezioro polodowcowe w pobliżu Glendalough w hrabstwie Wicklow we wschodniej Irlandii. 

## Geografia

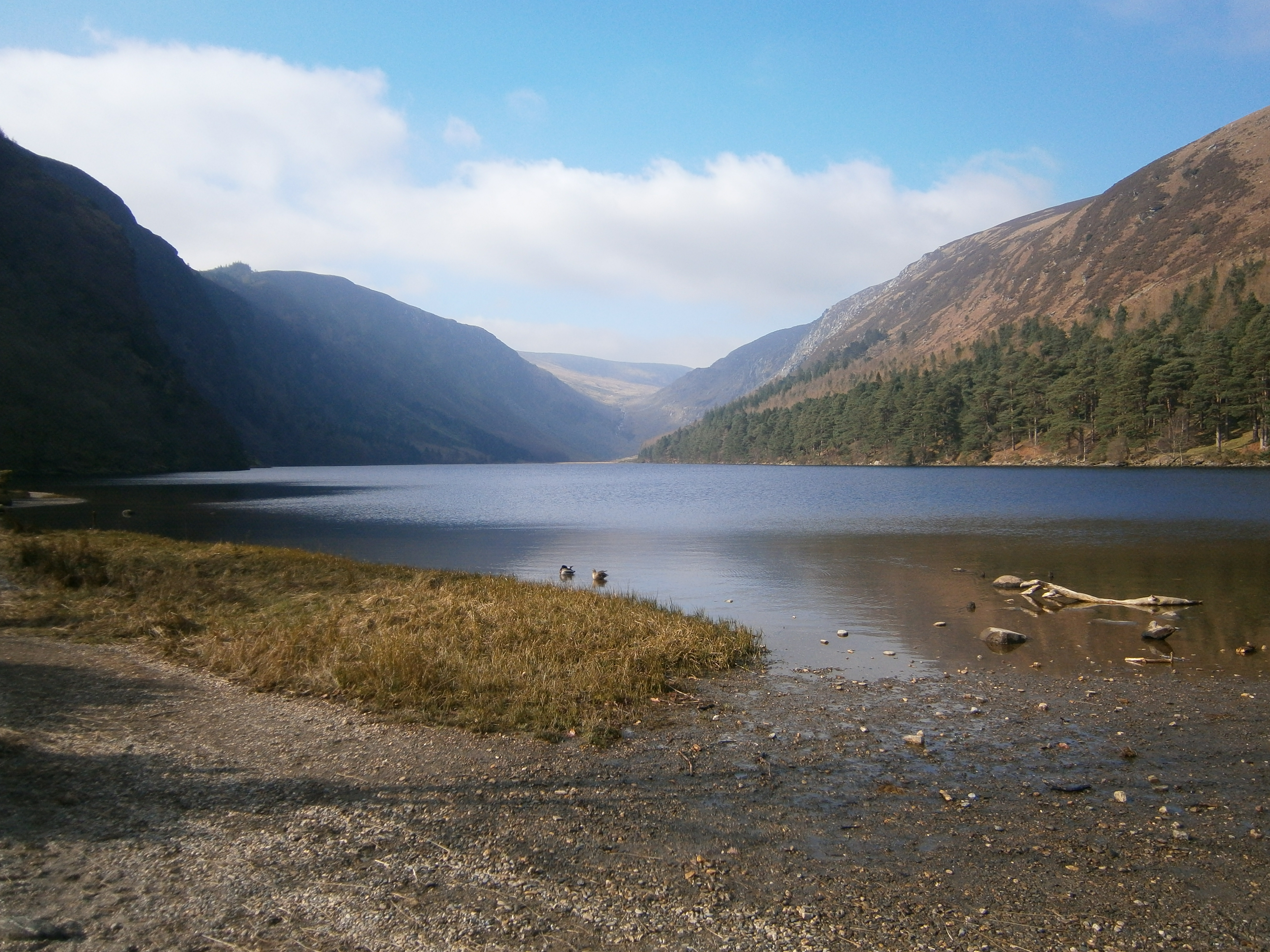
Wschodni brzeg jeziora

Jezioro jest położone w górach Wicklow na zachód od wczesnośredniowiecznej osady klasztornej w Glendalough. W pobliżu południowego brzegu stoi mały, prostokątny kościół znany jako Temple-na-Skellig, do którego dotrzeć można tylko łodzią, a później, z nabrzeża, po schodach. W pobliskim klifie znajduje się jaskinia St. Kevin's bed, będąca przypuszczalnie schronieniem św. Kewina, a później Wawrzyńca z Dublina.

## Geologia
Jezioro jest sklasyfikowane jako jezioro rynnowe. Glendalough Upper Lake jak i Lower Lake stanowiły niegdyś całość, ale jedna z rzek wpływających do niego naniosła tyle osadów, że pierwotne jezioro zostało rozdzielone na dwie części.

## Turystyka
W pobliżu wschodniego krańca jeziora przechodzi długodystansowy, oznakowany szlak turystyczny Wicklow Way, zaczynający się na północy w Rathfarnham i biegnący w kierunku południowym do Clonegal.

## Ochrona przyrody

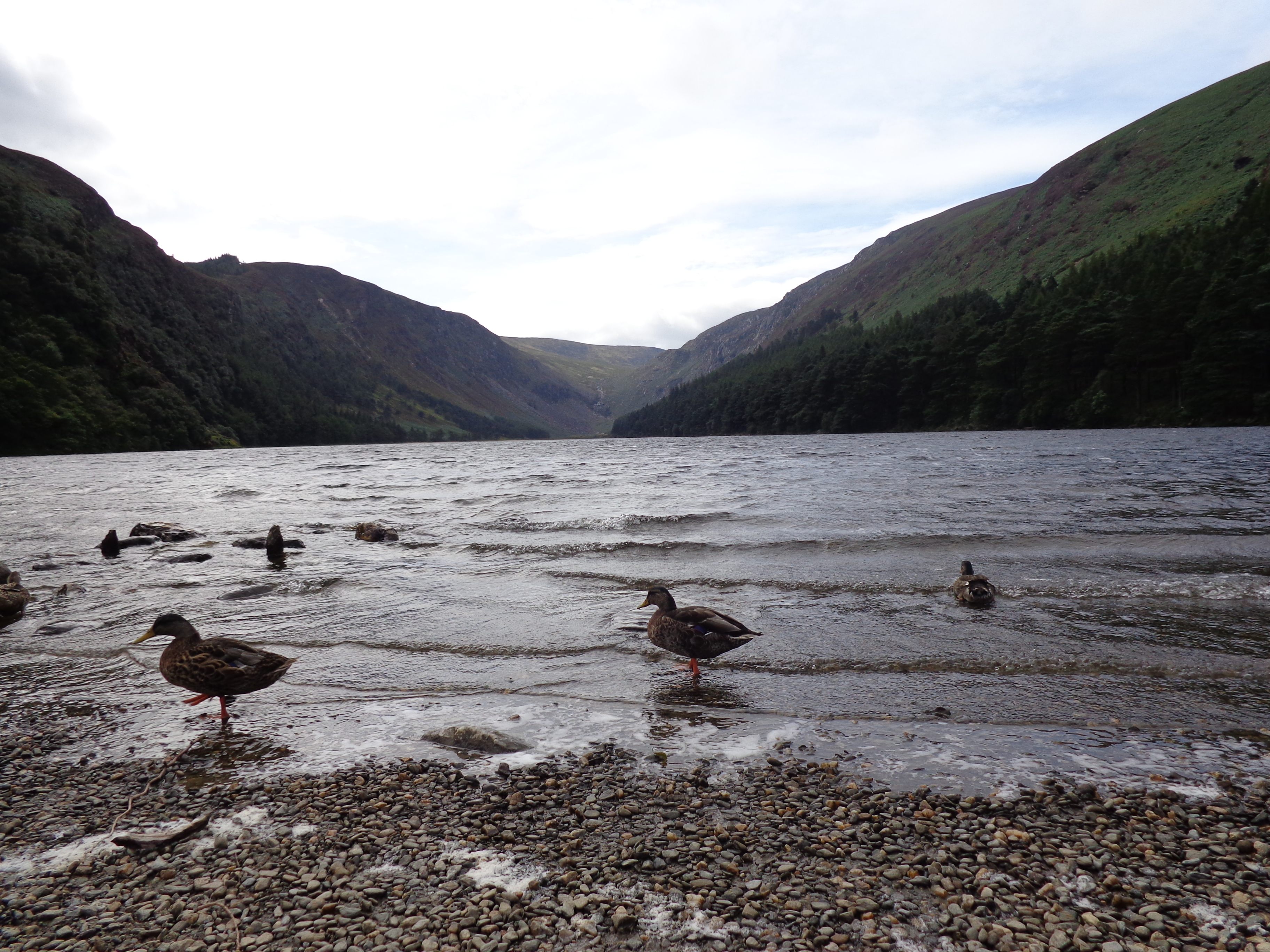
Kaczki na brzegu jeziora

Upper Lake jest częścią Parku Narodowego Wicklow Mountains. Wśród roślin wodnych rosnących przy brzegu można wymienić grzybienie białe i rdestnice pływające. Część brzegu zajmuje bagno ze skrzypem, turzycą dzióbkowatą i trzciną pospolitą, które jest dogodnym miejscem do obserwacji ważek.